# 坎皮纳斯
坎皮纳斯（葡萄牙語發音：[kɐ̃ˈpinɐs]，字面意思為平原或草甸）是位于巴西圣保罗州的一个城市。坎皮纳斯州立大学是拉美最好的大学之一。該城市位於聖保羅市以北大約100公里處，佔地796平方公里。

## 友好城市
坎皮纳斯的正式友好城市如下：
- 福州
- 静安
- 抚顺
- 岐阜
- 科尔多瓦
- 康塞普西翁
- 亞松森
- 圣克鲁斯
- 布盧梅瑙
- 貝倫 (巴西)
- 諾威薩
- 聖地牙哥
- 達洛亞
- 都靈
- 馬利托
- 杰里科